# Johannes Steinhoff
Johannes Steinhoff (Bottendorf, Turingia, 15 de septiembre de 1913 - Bonn, 21 de febrero de 1994) fue piloto de la fuerza aérea alemana y uno de sus principales ases durante la Segunda Guerra Mundial.

## Biografía

### Primeros años
Johannes Steinhoff nació en Bottendorf, Turingia, fue hijo de un obrero y una ama de casa. Tenía dos hermanos, Bernd y Wolf.
Antes de la Segunda Guerra Mundial, estudió para convertirse en un profesor de la Universidad de Jena, pero incapaz de encontrar un trabajo, se alistó en la Kriegsmarine, donde se desempeñó durante un año como cadete naval de vuelo. Posteriormente Steinhoff fue transferido a la Luftwaffe que comandó Hermann Göring a partir de 1935. Después de completar su formación de piloto es transferido al ala de combate Jagdgeschwader 26.

### Segunda Guerra Mundial
Al estallar la guerra, Steinhoff se incorpora al combate y logra sus primeras victorias contra bombarderos británicos en diciembre de 1939. Para agosto de 1941 ha alcanzado ya la cifra de 100 victorias y se ha hecho acreedor a la Cruz de Caballero con Hojas de Roble. Posteriormente, su historial como piloto de caza continúa en ascenso, al igual que su rango, ocupando diversos puestos de mando en varios frentes de batalla. Desde 1943 Johannes Steinhoff se caracteriza por la firme defensa de sus puntos de vista, a menudo opuestos a las directrices oficiales.
Hermann Göring, Mariscal del Aire y alto jerarca nazi, acusa de insubordinación a la escuadra de Steinhoff y ordena que un piloto de cada escuadrilla sea sometido a juicio ante un tribunal militar por traición, argumentando que los resultados desfavorables en la defensa contra los bombardeos aliados eran consecuencia de la actitud de los pilotos. Steinhoff y cada líder de escuadrilla se ofrecen como voluntarios para la corte marcial. El propio Hitler debe intervenir para evitar la actuación de la corte marcial, que habría sido un duro golpe para la moral de las fuerzas armadas alemanas.
En agosto de 1944 es transferido a la escuadra de expertos que debe volar el nuevo avión a reacción Me 262. Desde un año antes, Steinhoff, Galland y otros ases alemanes habían insistido en que el nuevo aparato se utilizara como caza, a fin de aprovechar las ventajas de su velocidad en el combate aéreo, y no como bombardero, como era la instrucción inicial del Führer. Eventualmente la posición del Oberst Steinhoff y los demás prevalecerá ante las evidencias de las características y posibilidades del nuevo avión. Sin embargo, Göring logra la remoción de Steinhoff como Kommodore del JG 7 y este pide su asignación en el escuadrón de ases JV44 comandado por el Generalleutnant Adolf Galland.
El 18 de abril de 1945, después de lograr seis victorias con la unidad JV44 de Me-262 cerca de Múnich, su avión sufrió el reventón de un neumático del tren de aterrizaje, falla crítica al momento del despegue. Steinhoff sufrió quemaduras gravísimas en el rostro y espalda. Tan graves fueron las quemaduras que Galland al visitarle pensó en dispararle un tiro de gracia. A pesar de todo, su recuperación fue gradual (tuvo que pasar dos años en el hospital), que le dejaron cicatrices visibles a pesar de años de cirugías reconstructivas. Sus párpados fueron reconstruidas por un cirujano británico después de la guerra.
Al terminar la guerra su récord fue de 176 aviones enemigos derribados, de los cuales 152 estaban en el frente oriental, 12 en el frente occidental y 12 en el Mediterráneo. Voló 993 misiones durante su carrera como piloto de caza, Steinhoff fue derribado 12 veces, pero tuvo que ser rescatado una sola vez.

### Posguerra

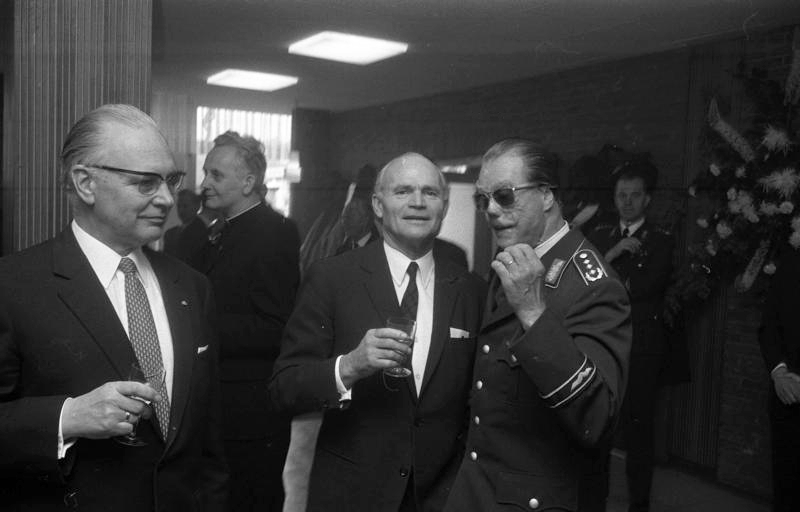
Johannes Steinhoff en la OTAN

Después de la guerra se casó con Úrsula. Tuvo una hija también llamada Úrsula, quien más adelante sería esposa del senador retirado del Estado de Colorado, Michael T. Bird.
Steinhoff, mientras tanto, reconoció la situación de la Alemania de posguerra, fue invitado por el gobierno interino de la nueva República Federal de Alemania para reconstruir la nueva fuerza aérea Luftwaffe Bundeswehr, como parte de la OTAN, reconstruyó el orgullo de sus pilotos y personal de tierra, alcanzó el rango de general.
Steinhoff se desempeñó como jefe de Estado Mayor y comandante de las Fuerzas Aéreas Aliadas de Europa Central (1965-1966), jefe de Estado Mayor de la Luftwaffe Bundeswehr, (1966-1970) y más tarde como presidente del Comité Militar de la OTAN (1971-1974). Se retiró en 1974.
Escribió dos libros autobiográficos, de los que existe edición en español:  «A última hora. El complot de los pilotos de caza», sobre los últimos meses de guerra, en el que narra el enfrentamiento interno entre Hermann Göring y el Arma de Caza (Jagdwaffe) y los pormenores de la puesta en servicio del primer reactor de caza realmente operativo, el Messerschmitt 262 Schwalbe; y «El Estrecho de Mesina. Diario del jefe de un ala de caza», sobre la defensa aérea de Sicilia, con vistazos retrospectivos a otros escenarios de la guerra. Escribió además otros dos libros de los que no hay traducción al castellano: Wohin treibt die NATO. Probleme der Verteidigung Westeuropas (‘Hacia dónde va la OTAN. Problemas de la defensa de Europa Occidental’) y Deutsche im Zweiten Weltkrieg. Zeitzeugen sprechen (‘Los alemanes en la Segunda Guerra Mundial. Los testigos coetáneos hablan’), en coautoría con Peter Pechel y Dennis Showalter, del que hay versión en inglés con el título Voices from the Third Reich: an Oral History.

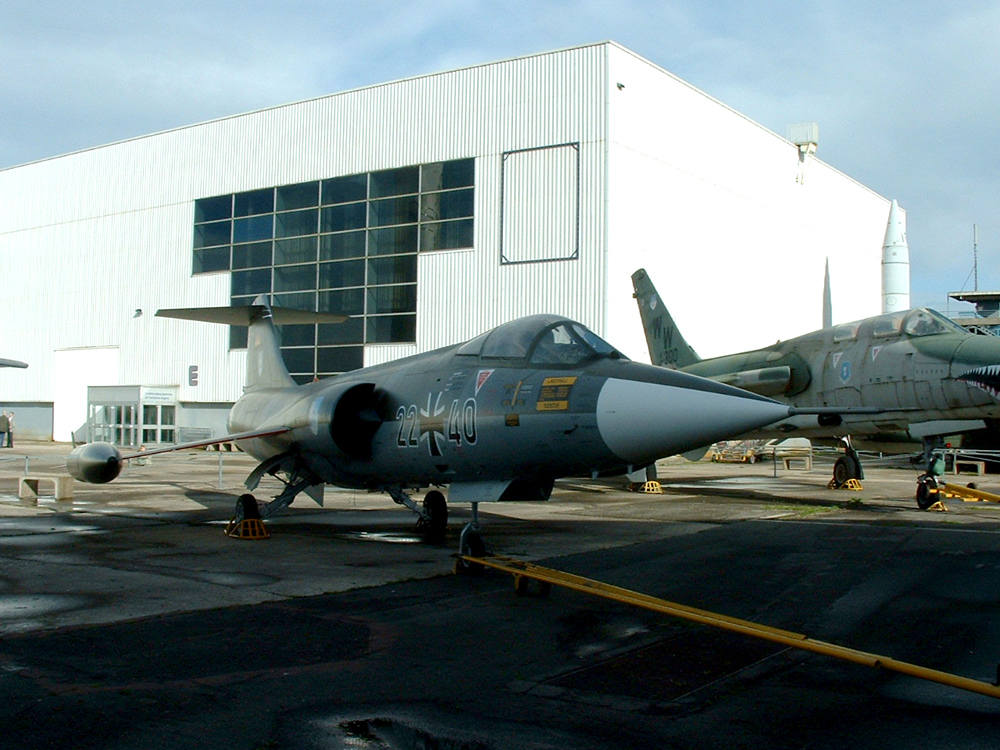
Antiguo F-104 Starfighter de la Luftwaffe Bundeswehr en Le Bourget.

Steinhoff recibió numerosas condecoraciones por su trabajo en la estructura de la posguerra de la Luftwaffe Bundeswehr y la integración de las Fuerzas Armadas de Alemania Federal en la OTAN, entre ellas: la Orden de Mérito con Estrella, la Legión Americana de Mérito y la Legión de Honor francesa.

### Controversia en Bitburg
Steinhoff desempeñó un papel importante en la polémica visita de Ronald Reagan, al cementerio militar de Kolmeshöhe cerca de Bitburg en 1985. Proyectado como un acto de reconciliación entre los Estados Unidos y Alemania con motivo del 40.º aniversario del Día de la Victoria en Europa entre Reagan y el Canciller alemán Helmut Kohl, pero se descubrió que 22 de las tumbas de ese panteón pertenecían a miembros de las Waffen-SS las cuales se encontraban entre los 2,000 militares fallecidos. Después de la presión internacional, las severas críticas de grupos judíos y de veteranos americanos de la Segunda Guerra Mundial por cancelar el evento. La ceremonia se llevó a cabo, encabezada por Kohl y Reagan para, además, visitar posteriormente el campo de concentración de Bergen Belsen. En la comitiva estaban el General retirado, Matthew Ridgway de 90 años, quien comandó la 82.ª División Aerotransportada americana durante la Segunda Guerra Mundial y el propio Steinhoff.
Reagan procedió a colocar una ofrenda floral en la pared del cementerio. Después de colocar la corona adoptó una respetuosa posición de firmes, al mismo tiempo un saludo corto de trompeta. En un extremo estaba Steinhoff, en un acto fuera del protocolo le dio la mano firmemente a Ridgway como un verdadero acto de reconciliación. Reagan sonrió y también estrechó la mano firme del general alemán, mientras que un Kohl sorprendido más tarde dio las gracias a Steinhoff por sus acciones. Steinhoff dijo más tarde, “me pareció que era lo correcto”.

### Muerte
El General Steinhoff, murió en el hospital en Bonn el lunes 21 de febrero de 1994, por complicaciones derivadas de un infarto a los 80 años. Vivió cerca de Bad Godesberg.
A su muerte Steinhoff fue considerado como un héroe y un caballero por ambos bandos, tanto los aliados como sus antiguos camaradas de la Luftwaffe, fue enterrado con todos los honores correspondientes a un militar de su rango y su categoría.

## Jagdgeschwader 73 Steinhoff
El 18 de septiembre de 1997, la Jagdgeschwader 73 (ala de combate 73) de la Luftwaffe Bundeswehr, fue nombrado "Steinhoff" en su honor. Steinhoff es uno de los pocos pilotos honorados de esta manera, junto con Manfred von Richthofen, Max Immelmann y Oswald Boelke, legendarios ases alemanes de la Primera Guerra Mundial y Werner Mölders, de la Segunda.